# Aphis brachychaeta
Aphis brachychaeta är en insektsart. Aphis brachychaeta ingår i släktet Aphis och familjen långrörsbladlöss. Inga underarter finns listade i Catalogue of Life.